# Casimiro I de Cuyavia
Casimiro I de Cuyavia (en polaco: Kazimierz I kujawski) (aprox. 1211 - 14 de diciembre de 1267) fue el príncipe de Cuyavia, Mazovia y la Gran Polonia desde 1233 hasta su muerte. Fue el hijo de Conrado I de Mazovia, Gran Duque de Polonia, y de su esposa Agafia de Rus.

## Biografía
Casimiro recibió el ducado de Cuyavia en 1233. En 1239 recibió una dote de su segunda esposa Constanza, la hija de Enrique II el Piadoso. En los años siguientes, su apoyo a la turbulenta política de su padre lo llevó al ducado de Gdansk. El hermano de Casimiro, Boleslao, se convirtió en duque de Mazovia a la muerte de su padre.
Casimiro no quiso crear problemas con su hermano Boleslao por la herencia. Cuando Boleslao murió en 1248 no tenía hijos, y todas sus posesiones debieron haber pasado a su hermano Casimiro. Sin embargo, Boleslao decidió dejar sus tierras a su hermano menor, Siemowit.
Siemowit se alió con Daniel de Galitzia contra Casimiro. Como parte de la alianza, Siemovit se casó con la hija de Daniel, Pereyaslava. En 1254, su hermano hizo una alianza con los teutones a fin de defenderse contra el avance de las tribus bálticas. Una coalición liderada por Boleslao el Piadoso de la Gran Polonia en 1259 hizo a Siemowit devolver parte de las tierras que estaban por derecho bajo Casimiro. Algunas tierras fueron entregadas a Enrique II el Piadoso.
En 1250, Casimiro estaba tratando de establecer relaciones pacíficas con sus vecinos los yotvingios. Desafortunadamente su plan de paz no fue apoyada por la Orden Teutónica, que tenía al Papa de su lado. Después que el plan fracasó, Casimiro necesitaba hacer frente a problemas de tierras en otras partes de su territorio. Con el fin de asegurar la frontera norte de su territorio, hizo un llamamiento a los Caballeros Templarios, que se asentaron en Łuków. No fue sino hasta 1263 que las relaciones con la Orden Teutónica volvieron a la normalidad.
Mientras tanto, Casimiro se enfrentó a más problemas. En 1258 Boleslao el Piadoso hizo una alianza con Vartislao III, duque de Pomerania. Ellos lanzaron un ataque contra Casimiro, reclamando tierras que le habían sido dadas ilegalmente por Enrique II el Piadoso. El ataque fracasó, pero Boleslao no se dio por vencido. Al año siguiente, tuvo éxito en atraer a los poderosos duques Boleslao V el Casto (el primo de Casimiro), Siemowit y Daniel de Galitzia) en su coalición contra Casimiro. Las negociaciones de paz fueron difíciles y requería de la coalición para lanzar un nuevo ataque contra Casimiro en 1261. Aprovechando el debilitamiento de su padre, el hijo de Casimiro Leszek II el Negro hizo una reclamación sobre su herencia. Casimiro perdió el ducado de Sieradz, que dividió entre sus hijos.
Casimiro murió en 1267 y fue enterrado en la catedral de Włocławek.

## Matrimonio e hijos
El primer matrimonio de Casimiro fue con Jadwiga, cuyos orígenes son desconocidos. No tuvieron hijos y murió en 1235.
Casimiro casó en segundo lugar en 1239 con Constanza, hija de Enrique II el Piadoso y Ana de Bohemia. Ellos tuvieron los siguientes hijos:
Adelaida (antes 7 de abril de 1249-8 de diciembre de 1291), monja
Leszek II el Negro (1240/42-30 de septiembre de 1288), Duque de Polonia
Ziemomysł de Cuyavia (1241/45-29 Octubre/24 de diciembre de 1287), Duque de Cuyavia
Después que Constanza murió en 1257, Casimiro se casó en el mismo año con  Eufrosina de Opole, hija de Casimiro I de Opole y Viola, ellos tuvieron los siguientes hijos:
Vladislao I el Breve (1261-2 de marzo de 1333), Rey de Polonia (1320–1333)
Casimiro II de Łęczyca (1261/62-10 de junio de 1294), muerto en la batalla mientras estaba en Lituania
Siemowit (1262/67-1309/14), Duque de Cuyavia-Brieg, casado con Anastasia de Galicia (hija de Lev I de Galicia)
Eufemia (d.18 de marzo de 1308), casada con Yuri I de Galitzia